# Edmond und Jules de Goncourt

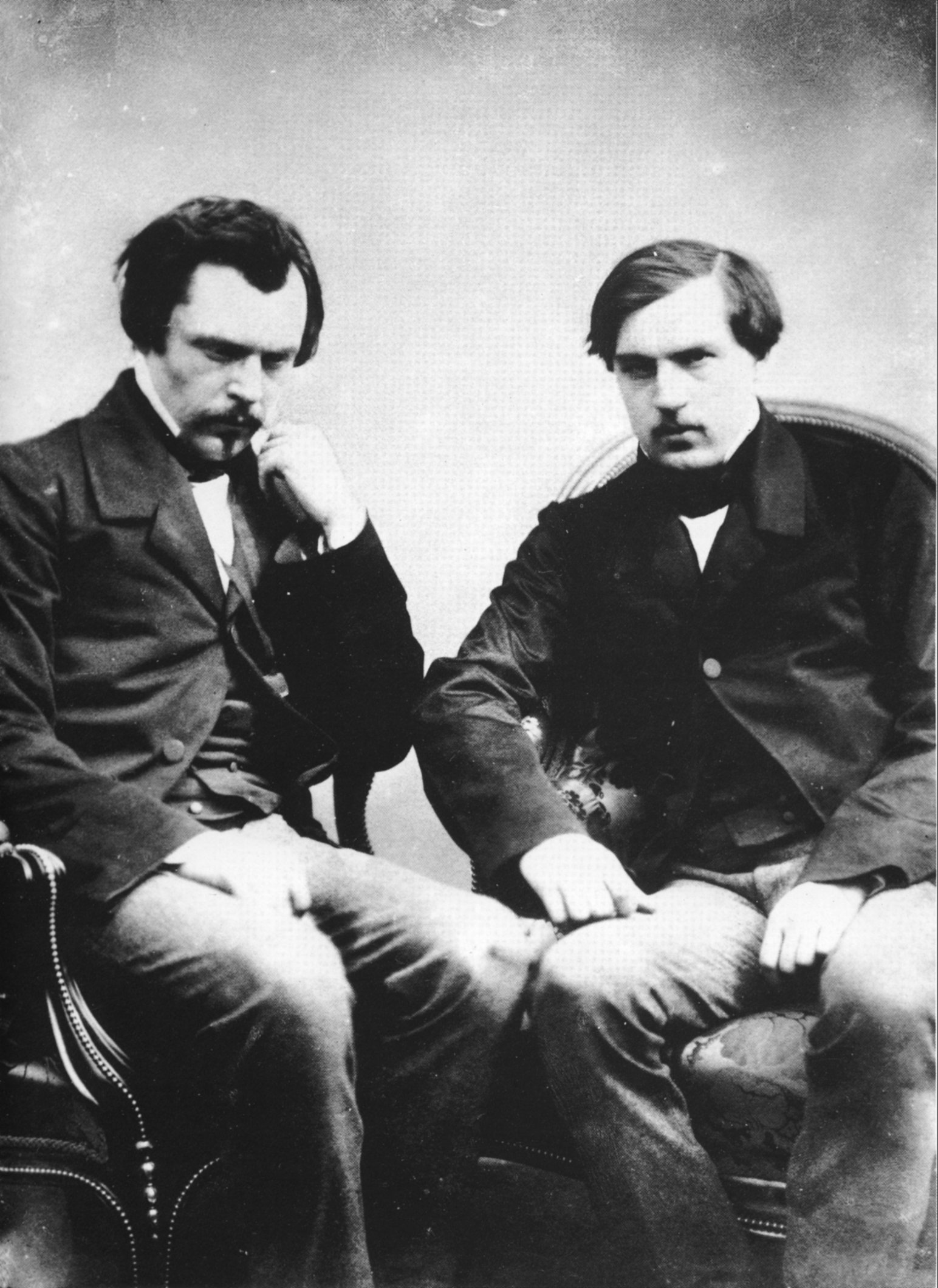
Die Brüder Goncourt: Edmond (links) und Jules (rechts)

Edmond de Goncourt

Edmond Louis Antoine Huot de Goncourt (* 26. Mai 1822 in Nancy; † 16. Juli 1896 in Champrosay bei Paris) und Jules Alfred Huot de Goncourt (* 17. Dezember 1830 in Paris; † 20. Juni 1870 ebenda) waren französische Schriftsteller. Der bekannteste französische Literaturpreis, der Prix Goncourt, ist mit ihnen verbunden.

## Leben und Schaffen
Die Goncourts verkörperten den im 19. Jahrhundert nicht seltenen Typ des Autoren-Tandems und gelten als Begründer der literarischen Strömung des Naturalismus.
Ihr Urgroßvater Antoine Huot hatte sich kurz vor der Revolution durch den Erwerb eines Rittergutes (französisch: seigneurie) in Goncourt in den Adelsstand hineingekauft, ihr Großvater Jean Huot de Goncourt, ein Jurist, war Mitglied der kurzlebigen Ständeversammlung von 1789 und später hoher Richter. Ihr Vater, der wenige Jahre nach der Geburt von Jules starb, war Offizier unter Napoleon. Beide Brüder absolvierten Pariser Gymnasien, Edmond studierte Jura und arbeitete einige Jahre im Finanzministerium.
1849 erbten sie nach dem Tod der Mutter ein bedeutendes Vermögen und Edmond gab seine Berufstätigkeit auf. Beide lebten nun für ihre Interessen, zeichneten, malten, schrieben und bewegten sich in der Pariser Literatenszene. Daneben begannen sie, obwohl Jules sich 1850 mit Syphilis infiziert hatte und seitdem kränkelte, längere Reisen zu unternehmen, wobei sie ihre Eindrücke in Reisetagebüchern festhielten. Im Herbst 1860 z. B. bereisten sie Deutschland, darunter Berlin.
Vor allem jedoch betätigten sie sich, trotz des Altersunterschieds stets gemeinsam, als Autoren: Kunstkritiker, Theaterkritiker, Historiker, Dramatiker und vor allem Romanciers. Hierbei hatten sie die Idee, in ihren Romanen die Doktrin der zeitgenössischen positivistischen Philosophie zu exemplifizieren, laut der der Mensch vor allem durch sein Erbgut (la race), seine Zeit (le moment) und sein soziales Umfeld (le milieu) determiniert sei. Sie sammeln und stellen vor allem Sinneseindrücke dar. Damit begründeten sie den Naturalismus.
Ihre wichtigsten Romane sind Les hommes de lettres (1860), die Geschichte eines Literaten in seinem Milieu; Sœur Philomène, die Geschichte einer Krankenschwester in ihrem Alltag (1861); Renée Mauperin (1864), die Geschichte einer jungen Großbürgerin in ihrem Milieu; Germinie Lacerteux (1865), die Geschichte eines Dienstmädchens, das quasi idealtypisch alles Gute und Böse erlebt, das einem Dienstmädchen widerfahren kann; Manette Salomon (1867), die Geschichte einer Frau im Künstlermilieu. Die Goncourts betrachten die niederen Stände mit allen ihren abstoßenden Zügen, Pathologien und auch die Unterwelt als legitime Gegenstände ihrer Kunst, freilich aus rein ästhetischem Interesse und ohne große Empathie.
Auch die Biografien, die sie verfassten (z. B. von Marie-Antoinette, Madame de Pompadour oder Madame du Barry), und die kulturgeschichtlichen Monografien (z. B. L’Histoire de la société française sous la Révolution, 1854; L’Art du XVIIIe siècle, 1859 ff., oder La Femme au XVIIIe siècle, 1862) gelten heute als richtungweisend.
Erfolglos dagegen blieb 1865 ihr Versuch als Dramatiker: das dreiaktige Schauspiel Henriette Maréchal wurde wegen ihrer bekannten Nähe zu Prinzessin Mathilde, der kulturell einflussreichen Cousine von Napoleon III., von jungen, republikanisch eingestellten Teilen des Publikums ausgebuht und nach wenigen Aufführungen abgesetzt.
Ein kulturhistorisches Dokument ersten Ranges ist das Tagebuch (Journal), das die Brüder ab Ende 1851 führten und das Edmond nach Jules’ frühem Tod (1870) fünfundzwanzig Jahre lang allein fortsetzte. Wegen der Häme, die es zumal über Literatenkollegen ergießt, und vieler indiskreter Details brachte Edmond jedoch zu Lebzeiten nur eine bereinigte Version heraus (neun Bände von 1887 bis 1896). Ein Vorabdruck von Auszügen, der 1885/86 im Figaro erschien, hatte nämlich einen Skandal ausgelöst und ihm viel Feindschaft, auch bei einstigen Freunden, eingebracht. Berühmt ist der Journaleintrag vom 8. Februar 1866, in dem die Brüder postulieren, es sei lächerlich, von einem Kunstwerk zu erwarten, dass es (irgend)einer Sache dienlich sei (de demander à une œuvre d'art qu'elle serve à quelque chose) – eine programmatische Äußerung der L’art-pour-l’art-Bewegung, die in Frankreich viele Anhänger hatte. Diese Idee findet seine literarische Ausgestaltung in Edmond de Goncourts letztem Roman, Chérie (1884), über eine junge Frau, die ihr künstlerisches Talent in der Mode entfaltet. Die Kleider, die die Materialität zu überwinden scheinen, bilden ein Äquivalent zum zeitgenössischen Impressionismus.

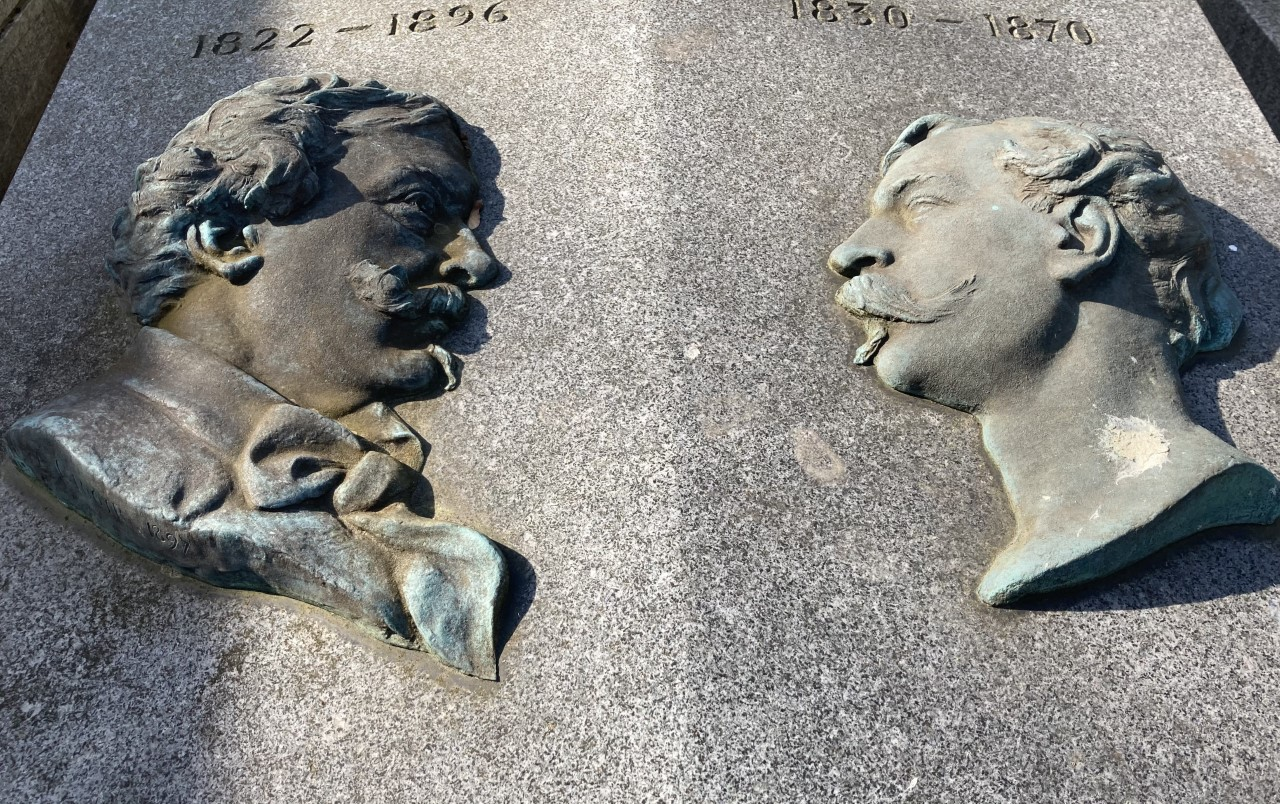
Profilplastiken von Edmond (links) und Jules de Goncourt auf deren Grabplatte, Friedhof Montmartre (2021)

Jules de Goncourt erlag 1870 im Alter von 39 Jahren der Syphilis, wobei schon gegen Ende der 1860er Jahre Jules’ Körper und Geist zerfielen. Bereits 1874 beschloss Edmond in einem zunächst geheimen Testament, mit seinem Vermögen eine zehnköpfige Akademie zu stiften, deren Auftrag nicht zuletzt darin bestand, 20 Jahre nach seinem Tod das Journal ungekürzt herauszugeben. Mitglieder sollten nur Autoren sein dürfen, die nicht der Académie Française angehörten. 1903, nachdem die Anfechtung des Testaments durch Erben gerichtlich abgewehrt und das Statut der neuen Akademie offiziell genehmigt worden war, beschlossen die Mitglieder, einen Literaturpreis zu vergeben, der jeden Herbst einen neu erschienenen französischsprachigen Roman auszeichnen soll: der jetzige Prix Goncourt, der sich zum begehrtesten und werbewirksamsten der zahlreichen französischen Literaturpreise entwickelt hat.
Thomas Mann bezeichnete im Jahre 1926 die Romane der Brüder Goncourt, insbesondere Renée Mauperin, als entscheidende Inspiration für das Abfassen seiner Buddenbrooks.

## Werke

### Romane
- Les hommes de lettres (1860; neue Aufl. u. d. T.: Charles Demailly, 1869)
- Sœur Philomène (1861)
- Renée Mauperin (1864)
- Germinie Lacerteux (1865) (Deutsche Übersetzung von Bernhard Jolles: Das Dienstmädchen Germinie. Der Bücherkreis, Berlin 1928; Übertragung aus dem Französischen und Nachwort von Kurt Kersten: Dienstmädchen Germinie Lacerteux. Laub, Berlin 1928)
- Manette Salomon (1867)
- Madame Gervaisais (1869)

### Kunst-, Kultur- und Sittengeschichte
- Histoire de la société française pendant la Révolution (1854)
- La Société française pendant le Directoire (1855)
- Portraits intimes du XVIIIe siècle (neue Aufl. 1878, 2 Bde.)
- Sophie Arnould d’après sa correspondance (1857, 2. Ausg. 1876)
- Histoire de Marie-Antoinette (1858)
- L’Art au XVIIIe siècle (1859 als Artikelserie begonnen; 3. Aufl. 1883, 2 Bde.)
- Madame Pompadour (1860)
- Les maîtresses de Louis XV (1860)
- La Femme au XVIIIe siècle (1862)
- Gavarni, l’homme et l’artiste (1873)
- Madame Dubarry. Ein Lebensbild
- L’Amour au XVIIIe siècle (1875) u. a.

Nach dem Tod von Jules (1870) verfasste Edmond allein noch folgende Romane:
- La Fille Élisa (1878), die Geschichte einer Straßendirne (zahlreiche Auflagen)
- La Faustin (1882)
- Chérie (1885)

Ferner veröffentlichte er Les frères Zemganno (1879), ein rührendes Denkmal der Bruderliebe; die Ausstellungskataloge L’Œuvre de Watteau (1876) und L’Œuvre de Prudhon (1877); das kulturgeschichtliche Werk La Maison d’un artiste (1881); La Saint-Huberty d’après sa correspondance (1882) und Briefe seines Bruders (Lettres de Jules de Goncourt, 1885).
Edmonds Spätwerk, zwei Monographien über Künstler des japanischen Farbholzschnitts leisteten einen wesentlichen Beitrag, diese Kunstform weiter in Europa zu popularisieren.
- Outamaro: Peintre des Maisons Vertes (Paris, 1891)
- Hokusai (Paris, 1895)

Edmond de Goncourt veröffentlichte von 1887 bis 1896 unter dem Titel Journal eine Auswahl in neun Bänden. Da vor allem die Erben von Alphonse Daudet (der als Nachlassverwalter eingesetzt worden war) eine Veröffentlichung der vollständigen Tagebücher in Frankreich verhinderten, konnten diese erst 1956–1958 außerhalb der französischen Gerichtsbarkeit in Monaco erscheinen. Die 22 Bände wurden von Robert Ricatte im Auftrag der Académie Goncourt herausgegeben. In deutscher Sprache gab es lange nur Auswahlausgaben. Eine Gesamtausgabe ist im Oktober 2013 im Haffmans Verlag bei Zweitausendeins erschienen
- Tagebuchblätter 1851 bis 1895, hrsg. v. H. Stümcke (Berlin und Leipzig 1905)
- Tagebuch der Brüder Goncourt. Eindrücke und Gespräche bedeutender Franzosen aus der Kriegszeit 1870/1871, hrsg. v. W. Fred (München 1917)
- Tagebuch der Brüder Goncourt. Politik, Literatur und Gesellschaft in Paris 1851–1895, hrsg. v. Paul Wiegler (München 1927)
- Tagebuch der Belagerung von Paris 1870/71, hrsg. v. Jörg Drews (München 1969)
- Tagebücher. Aufzeichnungen aus den Jahren 1851 bis 1870, hrsg. v. Justus Franz Wittkop (Frankfurt 1983)
- Blitzlichter. Portraits aus dem 19. Jahrhundert, hrsg. v. Anita Albus (Nördlingen 1989), Reihe Die Andere Bibliothek. Nachdruck: Galiani Verlag (Berlin 2023)
- Edmond & Jules de Goncourt. Journal. Erinnerungen aus dem literarischen Leben, 11 Bände nebst einem Beibuch, hrsg. v. Gerd Haffmans (Leipzig 2013)

## Sekundärliteratur
- Hutter, Manfred: Phantasie und Realismus in den Schriften der Goncourt. Inaugural-Dissertation ohne Verlagsangabe, Frankfurt a. M. 1959.
- Naomi Lubrich: Luftschlösser weben. Edmond de Goncourt und die Mode der modernen Großstadt, in: Lendemains, 40/160, 2015, S. 109–136.
- Nonnenmacher, Kai: ›Nous aurions bien voulu écrire un roman à deux‹: Thomas et Heinrich Mann, lecteurs des Goncourt. Cahiers Edmond & Jules de Goncourt: publication annuelle de la Société des Amis des Frères Goncourt 8, 2001, S. 204–213.
- Nonnenmacher, Kai: ›Alors, il entre dans l’artiste une économie… la magnifique avarice bourgeoise de l’art!‹ Kunstökonomien des Sammlers bei Edmond und Jules de Goncourt. In: Grenzgänge 12 (23: Grenzen des Ökonomischen (Hg. Nonnenmacher, K./Blaschke, B.)), 2005, S. 43–68.

## Belletristische Darstellungen
- Alain Claude Sulzer: Doppelleben: Roman, Köln: Galiani Berlin, 2022, ISBN 978-3-86971-249-9